# Білка (Рівненський район)
Бі́лка — село в Україні, у Рівненському районі Рівненської області. Населення становить 1058 осіб. Раніше було центром Білківської сільської ради. З 2020 року у складі Березнівської міської громади.

## Географія
Селом протікає річка Кривуха, права притока Случі.

## Перша письмова згадка про село та походження
Вперше село згадується в письмових джерелах 1600 року. В 1629 році в ньому нараховувалось 40 дворів (дворів або господарств. Інколи в одному дворі проживало кілька сімей). Село було обнесене парканом з колотої дубини, на чотири сторони стояли ворота, навкруги росли густі ліси.

Збереглися народні перекази про заснування села та його назву. Розповідають, що на його місці були болота, ліси, чагарники. А з навколишніх сіл людей, що провинилися, пани висилали сюди на покуту. І от селяни, що приходили, розчищали ділянки і будували оселі. Кількість їх усе зростала і з'явилося село. А назвали його Білкою, тому що в лісах водилося багато білок.

Існує інша версія про виникнення села. Бєлка — це польська колонія. Потім на село поширилась страшна хвороба, чума, від якої всі жителі повмирали. Село стало пусткою. Пройшло 50 років. Сюди виїхала урядова комісія: брали проби ґрунту, робили інші дослідження і виявили, що збудників хвороби вже немає, і місце придатне для проживання. Після цього сюди стали заселяти людей з довколишніх сіл : Моквина, Бистрич, Холоп, Лінчина, Михалина, Балашівки, Князь-села та інших. Це, до речі, підтверджують прізвища мешканців села. Скажімо, звідки взялися тут Данильчуки, Стельмахи, Боровці, Синюки, Натяжки і ін. Очевидно, у цих народних переказах є доля істини. Село на початку свого існування являло собою колонію переселенців (можливо, покутників) з інших місць.

## Історія
Поступово Білка обростала хуторами. Переважна більшість хуторів утворилася в 1911—1915 рр., після столипінської аграрної реформи, коли була зруйнована селянська община, селянам було дозволено виселятись на хутори або утворювати свої відруби. Тоді і з'явились навколо села хутори Підгало, Хильчики, Корчик, Ліски, Залісся, Чагарі, Яблонівщина, Заруддя, Волока, Костюки і ін. 

В 1902 році православне населення Білки нараховувало 701 чоловіка, було 94 двори. Панського маєтку в селі не було, селяни належали до зірненського фільварку панів Малинських. Вони змушені були платити великі податки і відбувати різні повинності. Багато з них наймитували у поляків, які мали кращі землі, а заможніші господарі мали власні тартаки, молотилки, віялки, по кілька пар коней. На Липниках була молочарня, маслобойня і вітряний млин. На території Білки ніяких промислових підприємств, крім млинів, не було. Ще в XIX ст. тут був водяний млин, рештки його збереглися. Станом на 1922 рік в селі діяло два вітряних млини їх власниками були Єрофій Бецько, Василь Грицінта. Згодом до них прилучився ще один, Йосипа Кондратюка, він працював аж до початку 50-х років. Це свідчить про те, що люди інтенсивно займались вирощуванням зернових.

В XIX ст. в селі була побудована громадська комора, де кожен житель міг позичити зерна на посів, яке віддавав осінню, коли збирав урожай з процентами.
При в'їзді в Білку стояла корчма (теперішня територія школи), де вівся торг промисловими товарами. Там могли зупинятись на ночівлю приїжджі. Корчма була місцем відпочинку селян. Вони збиралися там вечорами, спілкувались, веселились, випивали. Належав цей заклад поляку Мунішу, поряд стояв магазин єврея Лейби. В роки війни ці сім'ї були вбиті німцями. До 1962 року в цих приміщеннях була розміщена семирічна школа. 

На початку XX століття село потрапило у коловорот першої світової війни, а потім української революції. За кілька років воно побувало під владою німців, австрійців, поляків, росіян і своїх, українців — за часів Центральної Ради, УНР С. Петлюри. Зрештою, у вересні 1920 року сюди повертаються польські війська і село на 20 років (до вересня 1939 року) опиняється у складі польської держави.

## Село Білка в період Другої світової війни

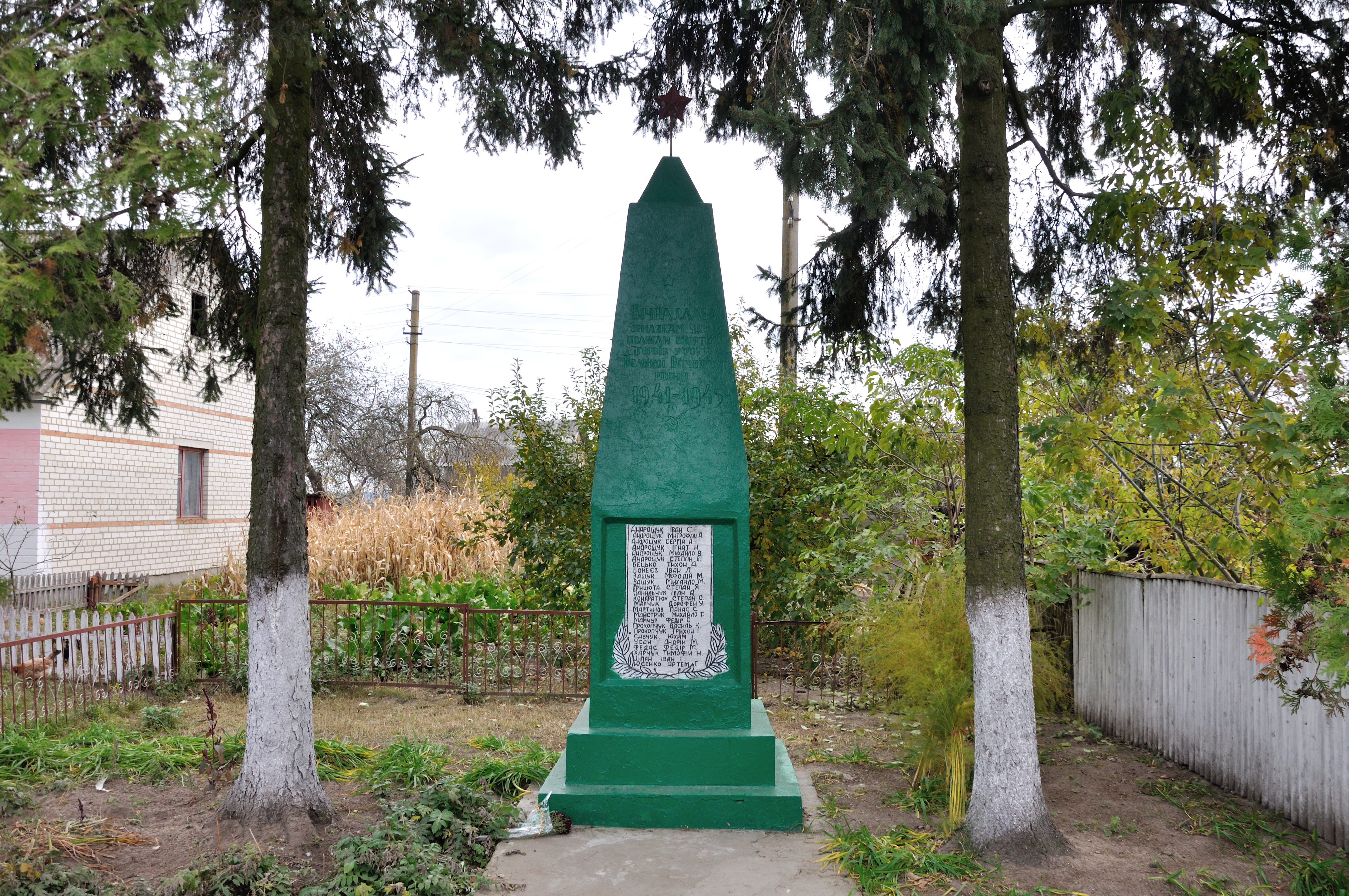
Пам'ятник односельцям — радянським воїнам

В 1941—1943 рр. Білка перебувала під німецькою окупацією. За цей час тут було спалено 53 будинки, розстріляно 25 чоловік (частина — німцями, частина — націоналістами). В ті роки розгортається жорстока боротьба між українцями і поляками, її наслідком стало повне викорінення поляків з села. Повністю було знищене польське село Липники. Лише небагатьом його мешканцям вдалося втекти. Пощастило врятуватись і матері майбутнього польського космонавта Гермашевського, якому було 2 роки.
У війну на території Білки діяли загони УПА, у яких перебувало понад 30 жителів села. Один з них навіть керував сотнею УПА. Дев'ятеро повстанців заподіяли собі смерть, щоб не здаватись радянській владі. Командиром повстанців був Сергій Горбатюк, псевдонім — Гичка, він загинув, підірвавшись на міні. За роки окупації 93 білківчан було вивезено на примусові роботи до Німеччини, ще понад 30 загинуло на фронтах. Село було відвойоване від німців 10 січня 1944 року силами 121 стрілецької дивізії. В його історії починається нова доба — радянська.

## Вони кували Перемогу
Седун Артем Парфенович
народився 14 квітня 1913 року в с. Білка на Рівненщині. В 1939 році був призваний у польську армію. Був кавалеристом і охороняв польсько-німецький кордон. Після нападу Німеччини на Польщу в 1939 році, потрапив у полон. Два з половиною роки був у полоні, спочатку у концтаборі (з розповідей рідних у Освенцімі), а згодом був вивезений на роботи у Німеччину. Працював у бауера. Зробив три спроби втечі з полону, остання з яких увінчалась успіхом і Артем Парфенович у 1943 році повернувся у рідне село.
15 січня 1944 року, після визволення села від німців, був призваний на військкомат. Із Старокостянтинова пішов на фронт. Служив артилеристом у 88 артилерійському полку. Пройшов війну починаючи з Білорусі, через всю Прибалтику і дійшов до Берліна. Був поранений в око. Мобілізований 25 вересня 1945 року, про що свідчить запис у військовому квитку. Повернувся до дому, у село Білку.
Помер Артем Парфенович 14 червня 2001 року.
Нагороджений
- Орденом Вітчизняної війни ІІ ступеня

медалями:
- «За відвагу»;
- «За бойові заслуги»;
- «Захиснику Вітчизни»;
- «Медаллю Жукова»;
- «За перемогу над Німеччиною у Великій Вітчизняній війні 1941—1945 рр.»;
- Ювілейною медаллю «20 років перемоги у Великій Вітчизняній війні 1941—1945 рр.»;
- Ювілейною медаллю «30 років перемоги у Великій Вітчизняній війні 1941—1945 рр.»;
- Ювілейною медаллю «40 років перемоги у Великій Вітчизняній війні 1941—1945 рр.»;
- Ювілейною медаллю «50 років Перемоги у Великій Вітчизняній війні 1941—1945 рр.»;
- медаллю «50 років Збройних сил СРСР»;
- медаллю «60 років Збройних сил СРСР»;
- медаллю «70 років Збройних сил СРСР».

Пам'ятними знаками: «25 років Перемоги у Великій Вітчизняній війні 1941—1945 рр.»; «50 років визволення України».
Хімін Юрій Іванович
народився 11 березня 1923 року в с. Білка на Рівненщині. На початку війни був вивезений німцями на роботи до Польщі, де працював на фабриці. В 1943 році Юрій Іванович повернувся в рідне село, де одразу ж був призваний на фронт. Служив стрільцем у 365 Червонопрапорній Новгородській дивізії з січня 1944 по жовтень 1945 року. Військову присягу на вірність Батьківщині склав 10 березня 1944 р. Під час форсування річки Західна Двіна, у Прибалтиці, був тяжко поранений у хребет. Закінчував службу на Уралі. Мобілізований і повернувся до рідного села у жовтні 1945 року. Помер Юрій Іванович 3 жовтня 1998 року.
Нагороджений
- орденом «Вітчизняної війни ІІ ступеня».

медалями:
- «За відвагу»;
- «Захиснику Вітчизни»;
- «Медаллю Жукова»;
- Ювілейною медаллю «20 років перемоги у Великій Вітчизняній війні 1941—1945 рр.»;
- Ювілейною медаллю «50 років перемоги у Великій Вітчизняній війні 1941—1945 рр.»;
- Ювілейною медаллю «60 років перемоги у Великій Вітчизняній війні 1941—1945 рр.»;
- медаль «70 років Збройних сил СРСР».

Пам'ятними знаками «25 років Перемоги у Великій Вітчизняній війні 1941—1945 рр.»; «40 років Перемоги у Великій Вітчизняній війні 1941—1945 рр.»; «50 років визволення України»

## Село за радянської влади
Спочатку селяни одноосібно господарювали на своїй землі. Як показує аналіз погосподарських книг за 1944—1945 рр., станом на 1 січня 1945 року в селі та довколишніх хуторах нараховувалось 300 дворів: Білка — 161 двір, х. Підгало — 29, Корчик — 46, Ліски — 19, Залісся — 16, Чагари — 23, Яблонівщина — 6. Тут ще не враховано х. Заруддя (14 дворів), який тоді ще належав до Липників. Середній склад сім'ї — 4-5 чоловік. Але й було багато сімей, які складались з 10-12 осіб. Такими були сім'ї Корнія Діхтяра, Бориса Стельмаха, Спиридона Мартинова та інші. Найбільш чисельними були родини Хіміних (24 чоловіка), Стельмахів, Савчуків, Прокопчуків, Грицют, Юсенків, Андрощуків.

Всі селянські господарства поділялись на хутірські і відрубні. Розміри земельних ділянок коливалися в середньому від 1 до 10 десятин (1 десятина — 1,25 га). Найбільшими землевласниками були Яким Рудюк (майже 40 дес), Спиридон Мартинов (12,50 дес.) Дмитро і Каленик Стельмахи (20 дес). Зазначу, що це можуть бути дещо занижені цифри, тому що селяни намагались приховати свої землі від обліку, оскільки за кожних 60 сотих землі слід було заплатити 15 крб. податку, крім того, були великі податки на худобу.
Як показують погосподарські книги, основною зерновою культурою були жито і овес, гречка. Обов'язково сіяли льон та коноплі (з волокна ткали одяг). Господарство мало натуральний, замкнутий характер. Все необхідне для споживання (за винятком залізних виробів, солі і деяких інших речей) виготовлялось селянами у власних господарствах. Деякі селяни мали у своїй власності ліс, чагарник, вигони, пасовища. Зустрічалися люди, які мали професії кравців, шевців (наприклад, Хіміни). Більшість селян були неписьменними, молодші селяни вміли читати і писати, діти (не всі) навчались у початковій школі.
Найбільш вживаними іменами того часу були Ганна, Марія, Надія, Марина, Агафія, Микола, Федір, Адам, Олексій, Василь, Олександр, Ісак, Лаврін. Дітям давали такі імена як Платон, Параска, Агрипина, Хотина, Мотря, Євдокія, Харитина, Марія.

З того часу змінився кількісний і національний склад населення села. Багато сімей виїхали в інші села, були вивезені (до Сибіру) або безслідно зникли у вирі післявоєнного лихоліття. Не проживають більше на території села сім'ї Рачків, Козлових, Бокієвих, Стельмахів, Солов'їв, Свиридюків, Синюків, Зайків, Натяжків, Боровців, Новачків, Шевчуків, Михальчуків.
Були повністю переселені поляки, виїхали євреї. Відійшли від села хутори Яблонівщина, Захарщина, зник хутір Волока, майже зникають і інші хутори, там залишалось всього по кілька хат. Хутір Чорнило відійшов до земель Зірненської сільської ради.

## Незалежна Україна
12 червня 2020 року, відповідно до розпорядження Кабінету Міністрів України № 722-р від «Про визначення адміністративних центрів та затвердження територій територіальних громад Рівненської області», увійшло до складу Березнівської міської громади.
19 липня 2020 року, в результаті адміністративно-територіальної реформи та ліквідації Березнівського району, село увійшло до складу Дубенського району.

## Населення
За переписом населення 2001 року в селі мешкали 1 042 особи.

### Мова
Розподіл населення за рідною мовою за даними перепису 2001 року:
| Мова       | Відсоток |
| ---------- | -------- |
| українська | 99,91 %  |
| російська  | 0,09 %   |

## Сільське господарство
В 1949 році в селі було організовано колгосп ім. Щорса. Першим головою колгоспу став Федір Іванович Хімін. Тоді керівники господарства змінювались часто, майже щороку. Наступниками Хіміна були Лаврін Трохимович Юсенко, Іван Степанович Романенко, Каменьков, Коваль та інші.
Селян силоміць змушували вступати до колгоспу, забирали в них землю, худобу, реманент, будівлі, перетворюючи з господарів у жебраків, наймитів. Спочатку заробітна плата колгоспників була мізерною — 20 коп. на трудодень (за них можна було купити кілька коробок сірників), і лише згодом, з кінця 50-х років, матеріальне становище селян стало покращуватись.
В 1963 році колгоспи сіл Білки та Голубно з'єднали в колгосп ім. Франка. Центральною садибою колгоспу стало село Голубне, Білка — бригадне. Головою на той час працював Коваль, з 1965 по 1986 головою був Всеволод Олександрович Антонюк. Кінець 70-х початок 80-х років — період розквіту розвитку тваринництва. У бригаді на тваринницькій фермі налічувалось 1500 поголів'я худоби, здача молока державі становила 6 тис. тонн в рік. 1986—1990 рр. колгосп очолював Микола Володимирович Яровий. В тракторному парку колгоспу налічувалось 36 машин, 38 тракторів, 10 комбайнів, працювало 96 механізаторів та 56 шоферів. Урожайність зернових досягла 36 тонн з гектара. В господарстві запрацювала ворохо-сушарка для льону, картопле-сортувальний пункт, розпочато будівництво адміністративного будинку в селі Білка. Основний дохід господарство мало від вирощування льоно-трести та здачі молока. Микола Володимирович мав великі перспективи щодо розвитку господарства та плани не здійснилися. Сам він був ліквідатором ЧАЕС і в 1990 році його не стало. У 2011 році одна з вулиць села була названа його іменем.

В державі йшла перебудова. В 1990 році колгосп очолив колишній секретар партійної організації Микола Володимирович Балк. В 1993 році колгосп було перейменовано в колективно-сільськогосподарське підприємство ім. Франка. З 1996 року розпочалося паювання земель господарства між членами КСП.

У 2000 році пройшла реорганізація господарства. Колективне сільськогосподарське підприємство ім. Франка було приєднане до фермерського господарства «Полісся» Василя Терентійовича Ляшика і було перейменовано в селянсько-фермерське господарство «Полісся». Головою господарства став Ляшик В. Т. З 2005 року господарство очолила дружина Ляшик Лідія Максимівна. За останні роки майно бригади було роздане в рахунок майнового паю членам господарства.

## Медицина
В 1948 році в село прислали фельдшера. Так як приміщення не було, спочатку прийом хворих вона проводила в хаті Артема Седуна, потім в одній з кімнат Майструка Харитона Борисовича. З 1953 по 1958 медпункт знаходився в хаті, де проживає тепер сім'я Утєшевої Надії Сергіївни. Господарів цієї хати на той час вивезли в Сибір.
В 1958 році в селі було зведене приміщення фельдшерсько-акушерського пункту, там розмістились пологове відділення та аптека. Фельдшером в ньому працювала Ганна Барабаш. За 18 років в різні часи працювало 7 фельдшерів. В 1970 році в село прислали молодого фельдшера-акушера Місюру Тетяну Петрівну, яка пропрацювала до 2000 року.
З 2003 року фельдшером працює Ковальчук Валентина Миколаївна. За останні роки поліпшилась матеріальна база закладу.

## Освіта

### Школа
В 1925 році на кошти, зібрані населенням Білки і Липників, було збудоване приміщення нової школи. Школа була простора, цегляна, з великими вікнами, покрита бляхою, двоповерхова Вона стояла на пагорбі (Лиса гора) і була обгороджена дерев'яним парканом. Школа була п'ятикласна (польська школа), і навчання в ній велося польською і українською мовами, у ній разом вчилися діти українців і поляків з Білки і Липників.

Першим вчителем був Іван Григорович Борщ, який навчав 36 учнів. Потім приїхали його син Шувері і дочка Юзя. Приїжджав також вчитель з Березного.

В 1932 році тут навчалось 85 учнів, в 1933 — 82. З 1939 року діяла семирічка.

В січні 1946 року школа була спалена українськими націоналістами, а її директор та вчителі (поляки) були вбиті.

Після 1946 року була відкрита українська школа, тривалий час навчання велося по селянських хатах: у Марії Харчук (1-4 кл.), Масія Хімін, Клима Андрощука, Омеляна Андрощука. Першим директором української школи був Лаврентій Васильович Рудюк. Майже півстоліття вчителькою цієї школи була Дося Яківна Ціпан.

Сучасне приміщення школи було зведено в 1962 році. В експлуатацію здали тільки перший поверх, а до кінця навчального року закінчили другий поверх. На лінійці-відкритті нової школи половина дітей були босі. Директором призначили випускницю педінституту Ліну Іванівну Легейду. На цій посаді вона працювала до 1975 року, потім до 1994 року завучем. В 1962 році в школі навчалось 294 учні (7 класів денної форми навчання та 8 клас вечірньої школи), працювало 8 вчителів. Школа мала своє підсобне господарство: пару коней, до 50 кролів та ділянки де вирощували сівозміни.

Найбільші врожаї мали у вирощуванні капусти, картоплі, гарбузів. Вирощену продукцію використовували на згодовування тваринам, а залишки реалізовували. На виручені гроші, так званий спецрахунок, виплачували заробітну плату конюху та утримували приміщення школи. Крім того, школа для обробітку брала в колгоспі до 3-5 га кормових буряків, і з цього школа мала доходи.

В 60—70-ті роки школа була осередком політично-масової та громадської роботи в селі. Один раз на тиждень вчителі читали лекції, брали участь в постановці п'єс, проведенні масових заходів, вшановували передовиків, ветеранів війни. Це були роки підйому політично-масової та культурно-освітньої роботи.

Збільшилась кількість населення, особливо молоді. В 1970 році в школі навчалося 285 учнів, а нині у селі нараховується (за списками сільської ради) 304 неповнолітніх. З 1975 року директором працює Іван Сергійович Корольчук.

Після розпаду Радянського Союзу, з 1992 року настали не найкращі роки як для держави, так і для навчального закладу. Хоч харчування дітей проводилось за рахунок Чорнобильських коштів та зарплати вчителям виплачувались із затримками та взаємозаліками. Ремонт приміщення проводився за спонсорську допомогу батьків.

У 2000 році директором Білківської загальноосвітньої школи призначили вчителя школи Майструк Світлану Іванівну. Школа має сучасний дизайн класів, міцну матеріальну базу, комп'ютерний клас. У 2010 році, після того як було підведено голубе паливо до села, газифіковано школу. В школі навчається 141 учень і працює 20 вчителів.

### Дитячий садок
В 1958 році після того, як звільнили старе приміщення ФАПу, у ньому розмістили дитячий садок колгоспу, який працював до 1970 року, потім переведений в старе приміщення клубу. У 1989 році було завершено будівництво двоповерхового приміщення дитячого садка на 90 місць, з окремою кочегаркою, водяним опаленням. Завідувачем була Марчук Мирослава Миколаївна, потім Булка Валентин Гаврилович, Савчук Валентина Яківна і з 2002 року Касянець Ольга Романівна. В кризові 90-ті роки садочок працював сезонно.

З 2009 року дитячий садочок був переведений на постійний режим роботи та встановлено електричне опалення. На даний час в ДНЗ працює 17 працівників, а відвідує його 68 дітей у 3-х вікових групах.

## Культура

### Бібліотека
Історія Білківської публічно-шкільної бібліотеки розпочалась з 1948 року, коли у селі була відкрита хата-читальня в Усач Оксенії. Це був важкий післявоєнний час. Країна відбудовувалась і всі хотіли кращого майбутнього. Бо до 1939 року була Польща на нашій території і всі дорослі і малі працювали на пана. Школу відвідували тільки діти із заможніших родин, а дітлахи з бідніших сімей допомагали дорослим по господарству та доглядали менших членів родини. Моя бабуся згадувала, що школа в селі була тільки польська. Про свою освіту вона розповідала так: «Ходила я до школи 2 дні. І все що мене навчили, то це діти читали „Ту єсть зайонець“- що в перекладі означає: то є зайчик. А на третій день мене не пустили до школи, тому що дорослі не могли обійтися без дитячої допомоги. Вони не у змозі були прогодувати численну родину, бо гнули спину цілими днями на панських полях та господарках.»
Люди були хоч бідні, та прагнули як до навчання так і до спілкування. А у хаті –читальні щовечора збиралася молодь та й старші люди, читали газети, спілкувались, обмінювались новинами. Була розгорнута програма по ліквідації неписьменності. Діти переростками ходили до школи (мій тато з 1934 року, а мама з 1941 року ходили до одного класу). А люди дорослі, які уже працювали, відвідували вечірню школу. Розпочиналось нове життя. Країна відбудовувалась.
І вже в 1950 році в селі була організована бібліотека. Першим бібліотекарем була Веселовська Валентина. Та вже 12 січня 1952 року після проходження курсів у Дубнівському культосвітньому училищі бібліотеку прийняла Галина Сергіївна Прокопук (Карповець). Приймав її на роботу завідувач культвідділу Луценко Іван Сергійович, дід теперішнього політика Юрія Луценка.
Бібліотека знаходилась у приміщенні сільського клубу, який був побудований із старих клунь. Клуб був розташований в центрі села, навпроти школи (зараз побудована хата Майструка М. В.), і під бібліотеку було виділено одну тісненьку кімнатку. Фонд уже налічував близько тисячі примірників книг. Потім бібліотеку було перенесено на пошту при сільській раді. Теж була маленька кімнатка. Та тільки у 1970 році, коли побудували новий просторий клуб (завклубом був Майструк Юрій Денисович), під бібліотеку виділили просторих три кімнати (65 м кв. де бібліотека знаходиться і досі).
На бібліотеку покладалась велика просвітницька робота по впровадженню політики партії, матеріалів пленумів, з'їздів партії. При бібліотеці була організована пересувка на тваринницьку ферму: зимою 2 рази в тиждень на фермі, а літом так само 2 рази на літнє пасовище (полігон). Пересувка існувала в коморі колгоспу, де бібліотекар 1 раз у тиждень випускала газету для «Червоного кутка», де висвітлювалися основні події в житті колгоспу.
При клубі працювали драматичний — керівник Ямковий Олександр Свиридович, та танцювальний — вела Карповець Галина Сергіївна гуртки. Для цього вона проходила спеціальні курси в Рівному, а також у районному будинку культури.
Інтелігенція в селі була на першому місці, так сказати, виконували накази партії, куди пошлють. Тому Галина Сергіївна була учасником не тільки сільського, а й районного хору в 1955—1959 роках. В район добирались пішки, або машиною колгоспу.
В 69-70 роки і було прокладено шосейне сполучення села з районом.
3 рази в тиждень бібліотекар відвідувала Березне, бо ще мала навантаження секретаря комсомольської організації . Молоду, енергійну Галину Сергіївну запримітило начальство і подали кандидатом у члени партії. Так невдовзі її прийняли у члени КПРС. Спочатку вона була замісником секретаря парторганізації, а згодом — партгрупоргом.
Книги надходили до бібліотеки з бібколектора з Рівного 1 раз у квартал. Були посилки в кількості і по 150 і по 300 і по 500 примірників. Роботи вистачало і в бібліотеці, бо крім обслуговування читачів ще треба було вичитать курс лекцій, проводилися масові заходи до всіх знаменних і пам'ятних дат, працював клуб «Книжчина лікарня», де активісти ремонтували книги.
Оплата бібліотекаря спочатку становила 34, а згодом- 54 крб. І пропрацювала в бібліотеці Галина Сергіївна аж до 1991 року і при цьому заробила 39 років стажу (з них один рік працювала завклубом).
А вже у березні 1991 року бібліотеку прийняла після закінчення Дубнівського культосвітнього училища Світлана Олександрівна Гаврилюк (Семенович). У 1990 році наказом по ЦБС було зроблено перереєстрацію книжкового фонду і фонд приймала уже по нових інвентарних книгах.
Це були роки, коли розпався СРСР і Україна стала Незалежною державою. В цей час уже видавництва стали більше друкувати твори які користувалися попитом, бо раніше друкувалося багато політичної і партійної літератури. Читачі дуже багато читали, тому що бібліотека була на селі єдиним джерелом, де можна було здобувати освіту і самостійно. А діти то прибігали двічі, або тричі на день. Реальних відвідувачів було дітей щодня по 20-35, і дорослих чоловік 10. В бібліотеці було тепло й затишно, то люди йшли просто відпочить. передивитися журнали і газети, яких на той час достатньо передплачувала бібліотека. Приходила одна людина і набирала книг на 3-4 члени сім'ї. Активісти раз у квартал ремонтували дитячі брошури, бо ті були дуже поношені.
Проводилися масові заходи до знаменних і пам’ятних дат, до народних свят. У 1996 році економічна криза в Україні стала поглиблюватися і бібліотеки стали переводить на 0,5 і 0,25 ставки. В той час Гаврилюк С. О. пішла у декретну відпустку, а фонд прийняла випускниця Дубнівського коледжу Савчук Ольга Петрівна. За 4,5 роки, поки Гаврилюк С. О. була у «декреті», помінялося 3 працівники. Крім Савчук О. П., ще працювали Гаврилюк Н. А. та Коваль Н. К. Це були тяжкі часи. Бібліотека не опалюється, тому що опалювальна система була розморожена ще у 1993 році, то поки не було кризи, то одна кімната опалювалася калорифером, а пізніше не стало ні світла ні грошей. В бібліотеці тепла нема, літератури не надходить, зарплати нема.
У березні 2001 року фонд приймає основний працівник — Гаврилюк С. О. виходить на 0,25 ставки — 33 грн. Нових надходжень нема. Але через рік, у листопаді 2002 року у області пройшла реструктуризація бібліотечної системи, під час якої було сільські і шкільні бібліотеки у селах об'єднано у одну публічно-шкільну бібліотеку. Так з листопада 2002 року Білківська публічно-шкільна бібліотека працює на цілу ставку у одному приміщенні сільського клубу, куди було перенесено шкільний фонд. Звичайно, умови обслуговування покращилися, тому що шкільні бібліотеки комплектувалися трішки краще і фонд, можна рахувати, поповнився новою літературою. У цьому ж 2002 році у бібліотеці було зроблено пічне опалення (поставлено грубку у першій кімнаті) до обласного семінару, який проводили у грудні по об'єднанню бібліотек.
У 2008 році бібліотека була комп'ютеризована, а в травні 2009 підключена до мережі Інтернет.
Сьогодні публічно-шкільна бібліотека с. Білка — це інформаційний, культурно-просвітницький, дозвіллєвий центр на селі, осередок збереження національної культури, народних традицій, звичаїв, центр спілкування сільчан. Розташована вона в центрі села в приміщенні сільського клубу. Незважаючи на те, що приміщення займає всього 60 м.кв тут вдало розмістилися і читальна зала, і кімната юного читача, і абонемент.
Пріоритетним напрямком роботи Білківської ПШБ є: надання необхідної інформації на допомогу навчально-виховному процесу та виховання ціннісного ставлення особистості до держави і суспільства; до історичних, культурних і духовних надбань рідного краю; до сім'ї, родини, людей; до себе; до природи; до праці; до мистецтва в рамках обласної програми «Національного виховання учнівської молоді Рівненщини»
Основні завдання, які стоять перед бібліотекою — це розширення форм і методів бібліотечної діяльності, сприяння соціальній затребуваності бібліотеки як інформаційної і культурологічної установи, формування її позитивного іміджу, взаємодія з зацікавленими державними і громадськими організаціями.
Бібліотека в своїй роботі використовує як традиційні форми та методи, так і нові технології. Уже традиційними стали презентації бібліотечних уроків, перегляд віртуальних виставок, подорож сайтами (наприклад «Сайтами Діда Мороза»).

### Клубний заклад
Органи радянської влади піклувались про освіту, охорону здоров'я та дозвілля мешканців села. На початку 50-х років було збудоване невеличке приміщення, де розмістився клуб, там знаходилась бібліотека з фондом 1150 примірників літератури та кіноустановка. Завідувачем клубу була росіянка Олександра Сидорова, дружина місцевого дільничного міліціонера. Потім, в 1970-му році було збудоване сучасне приміщення клубу, а в приміщення колишнього клубу було перенесено дитячий садок.
У приміщені були розташовані: фоє, зал для глядачів на 220 місць з сценою, гурткова кімната, кіноустановка, кочегарка для котлів з водяним опаленням та бібліотека з трьох кімнат. При бібліотеці працювала бібліотечна пересувка, що обслуговувала Підгало та тваринницьку ферму. На той час в бібліотеці працювала Прокопчук Галина Сергіївна з 1952 року до 1991 р. В 1991 році бібліотеку, з фондом 13 тис. примірників, прийняла випускниця Дубнівського-культосвітнього училища Гаврилюк Світлана Олександрівна.
В зв'яку з реорганізацією Центральної бібліотечної системи та шкільних бібліотек, відбулося об'єднання бібліотек: сільської та шкільної в Публічно-шкільну бібліотеку в 2002 році.
З 2008 року бібліотека комп'ютеризована, працює з електронними картотеками та каталогами в системі ІРБІС, підключена до всесвітньої мережі Інтернет в 2010 році. На початок 2011 року фонд становив 12740 примірників художньої літератури та підручників.
Очолив сучасний клубний заклад Юрій Денисович Майструк. У різні роки до 1978 року сільський клуб очолювали Неля Василівна Хімін, Микола Гавренович Радіонов, Галина Корольчук, Олександр Пінчук, Сергій Онуфрійович Усач. В клубному закладі працював хор та чоловічий ансамбль та інші гуртки. В 1978 році клуб очолила Валентина Олександрівна Хіміна. У клубі працювали гуртки: хор, жіночий вокальний ансамбль, чоловічий квартет, агітбригада, фольклорний колектив, духовий оркестр, художнього читання, любительське об'єднання «Господарочка», спортивна секція по класичній боротьбі. В 1979 році вона організувала ансамбль жінок, згодом це став фольклорно-етнографічний ансамбль. За час роботи колектив побував з виступами в містах Дубно, Острозі, Дубровиці, Сарнах, Корці, Гощі, Костополі, Зарічному. В 1988 році Ярославом Ященком (на той час керівник народного колективу) було засновано дитячий фольклорний колектив «Криничка» який здобув звання «зразковий», він проіснував до 1995 року. В 1991 році фольклорний колектив сільського клубу став учасником і лауреатом ІІ Міжнародного фестивалю народної творчості м. Київ. В 1993 році захистив звання народного.

З 1998 року по 2002 завклубу працювала Дворянська Ганна Анатоліївна (Хіміна).
Народний колектив був учасником обласних свят «Пісні рідного краю», «Краснопільські вітряки» м. Гоща, «Повстанські ночі» м. Костопіль, «Зелене Купало в літо упало» м. Корець, Відкритий молодіжний фестиваль «Горлиця» с. Маринин Березнівського району, неодноразовим учасником районного фестивалю «Квітка папороті знову зацвіла» с. Моквин Березнівського району, постійним учасником районного огляду- конкурсу «Коляда», учасником районного фестивалю «Поліські джерела».
У 2008 та 2010 році став учасником VIII та IX Міжнародного молодіжного фестивалю традиційної народної культури «Древлянські джерела» м. Рівне. За 32 роки існування колективу понад сто жителів села стали його учасниками.

## Релігія
В селі живуть люди, які сповідують християнство: протестанти та православні.

Перша спроба побудувати храм на пожертви жителів села була ще до Жовтневої революції. Коштів виявилося обмаль і на цвинтарі звели тільки каплицю, яка діє до цього часу.

У 1994 за добровільні пожертвування жителів Білки та навколишніх сіл, спонсорів, колективного сільськогосподарського підприємства було збудовано храм Д. Солунського.

## Відомі люди села
- Данильчук Олександр Юрійович народився в селі Білка в 1959 році.
- Мирослав Гермашевський, перший польський космонавт, народився в селі Липники (Костопільського повіту, нині Білківська сільська рада) 15 вересня 1941 року.
- Юсенко Андрій Степанович (народився в селі Білка в 1952 р.н.), кандидат технічних наук, доцент, завідувач кафедри ЗТД і Т РДГУ. Відмінник освіти України, член методичної комісії Міністерства освіти і науки України з питань цивільної безпеки. У 1974 році закінчив водний інститут, в 1978 році — аспірантуру Всесоюзного НДІ в місті Ленінград. З 1982 року працює на викладацькій роботі спочатку педінституту, з 1999 року в РДГУ. Голова науково-методичної ради з питань викладання в ВНЗ дисциплін з цивільної безпеки.